# El Crucero
El Crucero est une municipalité nicaraguayenne du département de Managua au Nicaragua.